# Frank Cassenti
Frank Cassenti, né Maurice Cassenti le 6 août 1945 à Rabat (protectorat français au Maroc) et mort le 22 décembre 2023 à La Ciotat, est un scénariste et réalisateur français pour le cinéma et la télévision. Il est aussi metteur en scène de théâtre.

## Biographie

### Enfance et adolescence
Né en 1945, à Rabat, à l'époque dans le protectorat français au Maroc, dans un milieu modeste, sa mère élevant seule ses deux enfants, Frank Cassenti poursuit ses études à Alger en 1958 puis de 1959 à 1962 au lycée de Dellys où il commence à se tourner vers la musique. À 17 ans, étudiant à Lille, il co-dirige le ciné-club étudiant de l’UNEF avec Michèle Annie Mercier, joue de la contrebasse dans un orchestre de jazz et fréquente la mouvance anarcho-communiste. Il découvre alors chez un ami une caméra 8 mm posée sur une table, descend dans la rue et impressionne une bobine de 3 minutes. Autour de 1968, il rencontre Chris Marker et tout un cercle de ses amis qui pratiquent le cinéma comme un moyen de lutte et d’expérimentation. Il commence un premier ciné-tract sur une grève de mineurs dans le Nord et rencontre sur le carreau de la mine le couple Joris Ivens et Marceline Loridan.

### Un cinéma engagé
En 1969, Frank Cassenti aux côtés de Michèle Annie Mercier réalise son premier court métrage de fiction, Flash Parc, indirectement produit par Jean-Luc Godard, qui est sélectionné à Cannes à la Quinzaine des réalisateurs. En 1972, ils tournent à Lille leur premier long métrage, Salut Voleurs, avec Jacques Higelin, Jean-Luc Bideau, Claude Melki et László Szabó qui jouera dans tous les films suivants. En 1973, L’Agression, court métrage de fiction adapté d'un fait-divers qui relate le meurtre d’un travailleur immigré est interdit par la censure. Une campagne de presse en fait cependant lever l’interdiction. Présenté dans de nombreux festivals, le film est diffusé dans les réseaux associatifs qui dénoncent le racisme et les violences fascistes. 
Cette période militante durant laquelle il travaille avec le cinéaste et producteur Pascal Aubier au sein des Films de la Commune débouche sur l’écriture de L'Affiche rouge, tournée à La Cartoucherie de Vincennes, qui met en lumière le rôle de la résistance immigrée jusqu’alors occultée. Le film obtient en 1976 le Prix Jean Vigo. En 1978, TF1 lui propose de réaliser avec Régis Debray un reportage à Cuba sur le Festival mondial de la jeunesse. Il revient enthousiaste de ce voyage à Cuba, impressionné par la ferveur des délégations, notamment de celles du tiers-monde. La direction de l’information de TF1, dirigée par Jean-Pierre Elkabbach et Patrick Poivre d'Arvor, lui demandant de changer le montage, il le refuse et la veille de sa diffusion, le film est déprogrammé. Il écrit alors dans Le Monde un article pour dénoncer cette censure.
Frank Cassenti rencontre à cette époque Pierre Goldman qui vient d’être innocenté du crime dont on l’accuse après avoir passé sept ans en prison pour braquages après son retour des maquis de la guérilla au Venezuela et souhaite porter à l’écran son livre autobiographique écrit en prison, Souvenirs obscurs d’un juif polonais né en France. Il abandonne le projet après l'assassinat de Pierre Goldman en septembre 1979 par un commando d'extrême-droite qui se nomme Honneur de la Police mais réalise un long métrage documentaire, Aïnama, Salsa pour Goldman, à la suite du concert donné par ses amis musiciens antillais et latino-américains au Zénith de Paris.
En 1981, Frank Cassenti réalise Deuil en 24 heures pour Antenne 2, une série de quatre heures avec Richard Bohringer, adaptée d'un roman de Vladimir Pozner qui retrace la débâcle de 1940. La série obtient le prix de la critique et un grand succès public. Il retrouve pour la distribution Alain Cuny, Pierre Clémenti et László Szabó qui jouaient dans La Chanson de Roland, fresque épique d’après le texte de la chanson de geste réalisée en 1978.

### Musique et cinéma
Dans les années 1980 Frank Cassenti réalise des documentaires dont la Lettre à Michel Petrucciani et Je suis jazz, c’est ma vie avec Archie Shepp dont la rencontre est pour lui également déterminante. Elle est suivie de Retour en Afrique, filmé au Sénégal et sur l’île de Gorée. A Paris est créée la comédie musicale Black Ballad à la Grande halle de la Villette dont Archie Shepp joue le rôle principal, qui est ensuite représentée au Casino de Paris et pour la fête de la musique sous la Grande Arche de la Défense devant plus de cinq mille personnes. Dee Dee Bridgewater et La Velle y alternent dans les rôles de chanteuses.
À partir des années 1990, Frank Cassenti réalise pour Arte des documentaires sur la musique, en Afrique du Sud sur les chants et les danses Zoulou, et sur de grandes figures du jazz, Miles Davis, Dizzy Gillespie, Max Roach, Ray Charles, Nina Simone, Abbey Lincoln. Au théâtre, il met en scène Mademoiselle Eles d'Arthur Schnitzler, Novecento d'après Alessandro Baricco avec Jean-François Balmer, qui obtient trois nominations aux Molières, pour le cinéma Le Testament d'un poète juif assassiné d’après le roman d’Elie Wiesel avec Michel Jonasz, Erland Josephson et Philippe Léotard, qui est sélectionné pour le Festival de Venise mais ne sortira que deux ans plus tard.
En 2002, Frank Cassenti crée le festival Jazz à Porquerolles, avec Aldo Romano et Archie Shepp. Puis en 2005,avec Samuel Thiebaud, il crée la société de production Oléo Films, d'après un célèbre titre Oleo de Sonny Rollins. Il réalise en 2007 un documentaire fiction, J’avais 15 ans, sur la vie d’André Kirschen qui à l’âge de 15 ans abat en 1941 un officier allemand dans Paris occupé. André Kirschen meurt à 81 ans à la fin du tournage. Deux autres films, Gnawa Music en 2010  et La nuit de la possession tourné en 2012 à Essaouira, sur le rituel de la transe dans la culture Gnawa, sont comme des retours sur son enfance au Maroc.

« Je crois pouvoir dire en tant qu’homme de culture, écrit Frank Cassenti, que tout ce que j’entreprends n’est qu’un moyen d’aller à la rencontre de l’autre, pour échanger et comprendre le monde dans lequel nous vivons et le transformer pour mieux vivre ensemble »

.     
Frank Cassenti est également guitariste de jazz.

### Mort
Frank Cassenti meurt le 22 décembre à La Ciotat à l'âge de 78 ans,. Ses obsèques civiles y ont lieu le 28 décembre.

### Hommage
Charles Lloyd lui rend hommage lors du festival Jazz à Porquerolles le 7 juillet 2024

## Filmographie

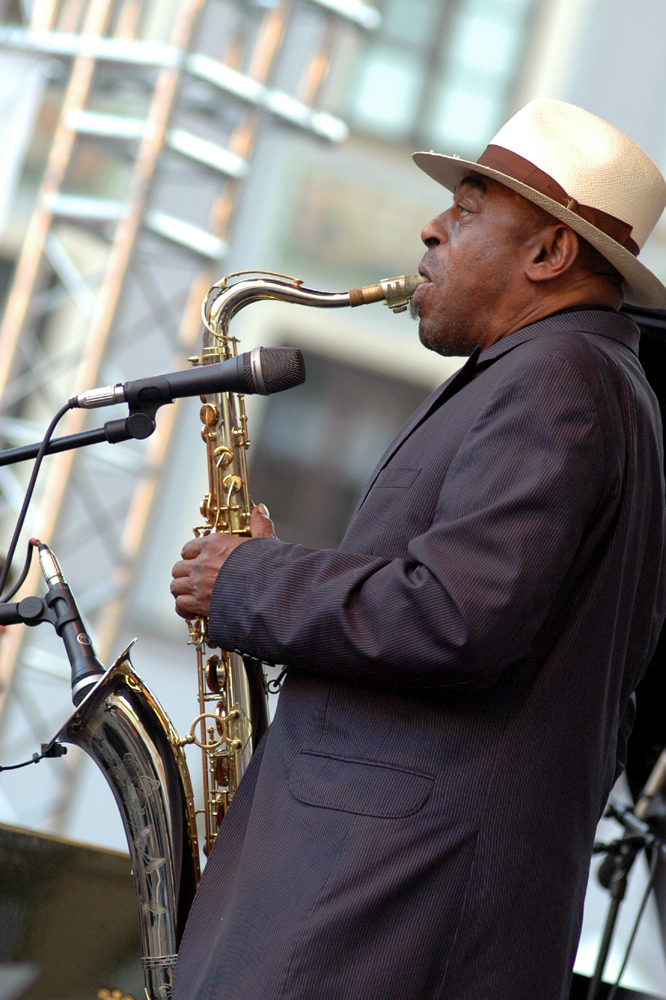
Archie Shepp (en 2008) à qui Frank Cassenti consacre un film en 1984.

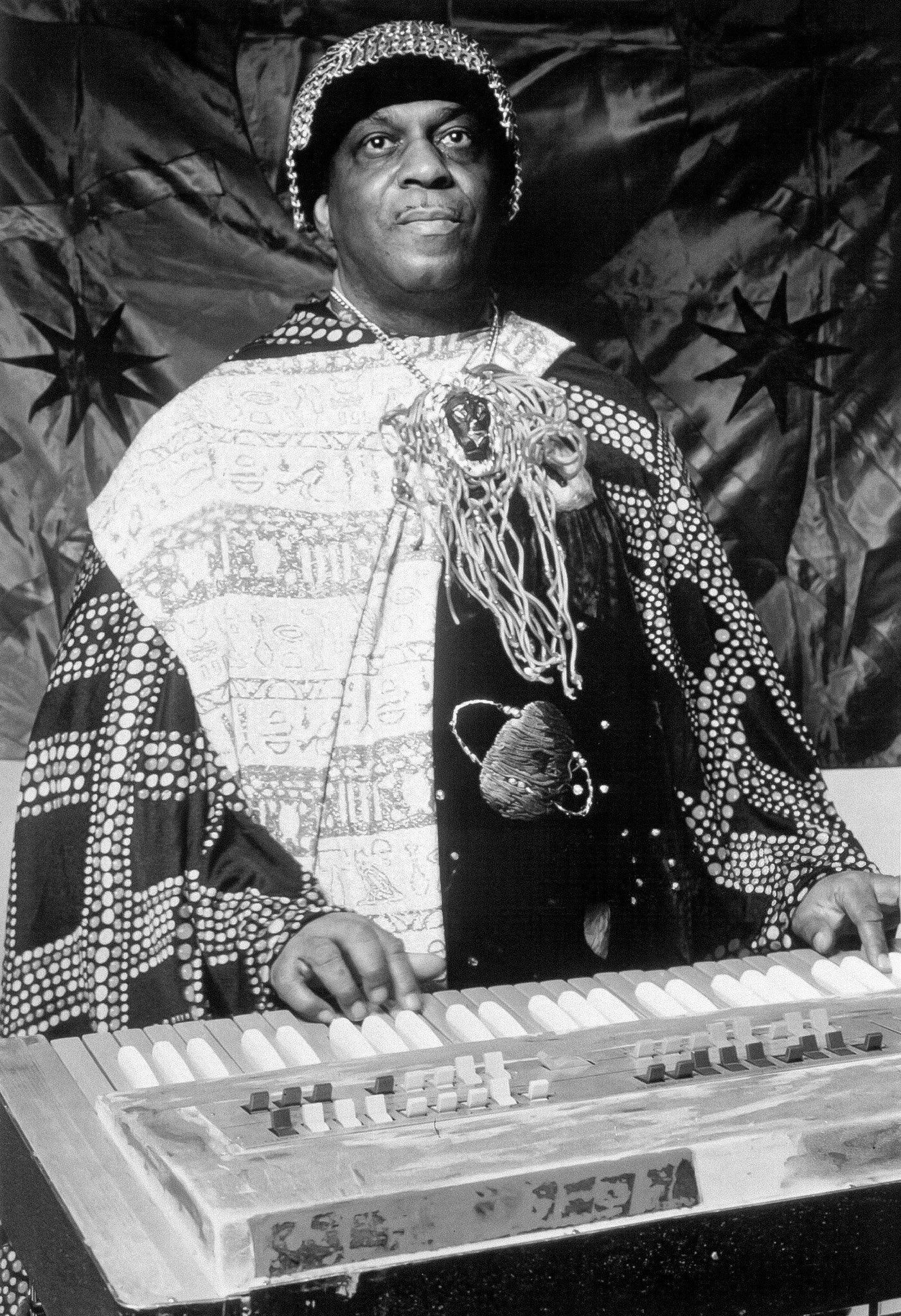
Sun Ra à qui Frank Cassenti consacre un film en 1984.

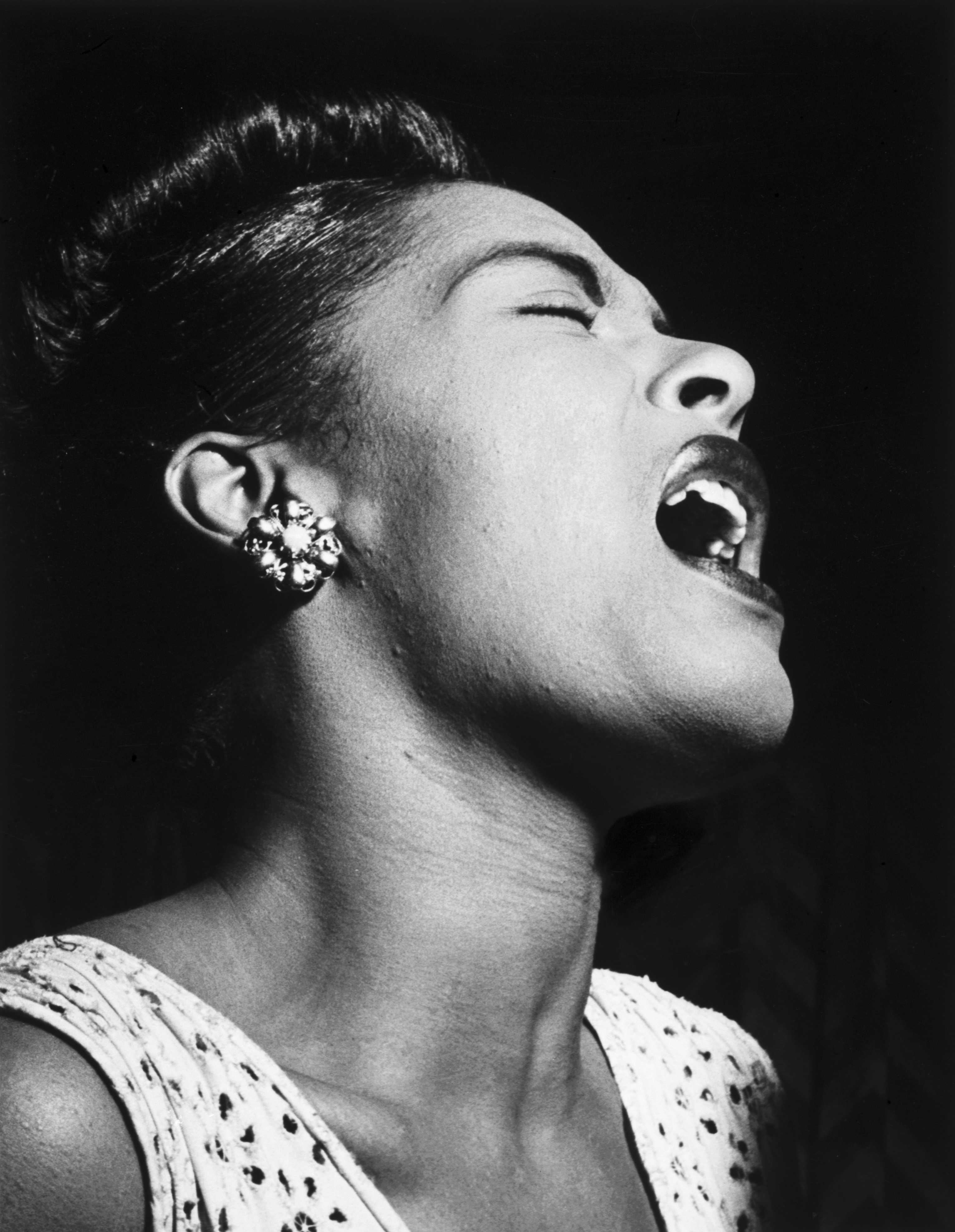
Billie Holiday (vers 1947) à qui Frank Cassenti consacre un film en 2012.

## Publication
- Mélinée Manouchian : Manouchian, suivi de Frank Cassenti explique L'Affiche rouge, Les Éditeurs français réunis, Paris, 1977.

## Sources
- Biofilmographie, texte de Frank Cassenti